# Hylaeus floralis
Hylaeus floralis là một loài Hymenoptera trong họ Colletidae. Loài này được Smith mô tả khoa học năm 1873.